# Эпфиг
Эпфи́г (фр. Epfig) — коммуна на северо-востоке Франции в регионе Гранд-Эст (бывший Эльзас — Шампань — Арденны — Лотарингия), департамент Нижний Рейн, округ Селеста-Эрстен, кантон Оберне. До марта 2015 года коммуна административно входила в состав упразднённого кантона Барр (округ Селеста-Эрстен).
Площадь коммуны — 21,9 км², население — 2113 человек (2006) с тенденцией к росту: 2248 человек (2013), плотность населения — 102,7 чел/км².

## Население
Население коммуны в 2011 году составляло 2192 человека, в 2012 году — 2217 человек, а в 2013-м — 2248 человек.
| 1962 | 1968 | 1975 | 1982 | 1990 | 1999 | 2006 | 2008 | 2011 | 2012 | 2013 |
| ---- | ---- | ---- | ---- | ---- | ---- | ---- | ---- | ---- | ---- | ---- |
| 1718 | 1666 | 1691 | 1704 | 1753 | 1947 | 2113 | 2140 | 2192 | 2217 | 2248 |

Динамика населения:

## Экономика
В 2010 году из 1416 человек трудоспособного возраста (от 15 до 64 лет) 1079 были экономически активными, 337 — неактивными (показатель активности 76,2 %, в 1999 году — 73,5 %). Из 1079 активных трудоспособных жителей работали 1018 человек (527 мужчин и 491 женщина), 61 числились безработными (28 мужчин и 33 женщины). Среди 337 трудоспособных неактивных граждан 129 были учениками либо студентами, 134 — пенсионерами, а ещё 74 — были неактивны в силу других причин.

## Достопримечательности (фотогалерея)

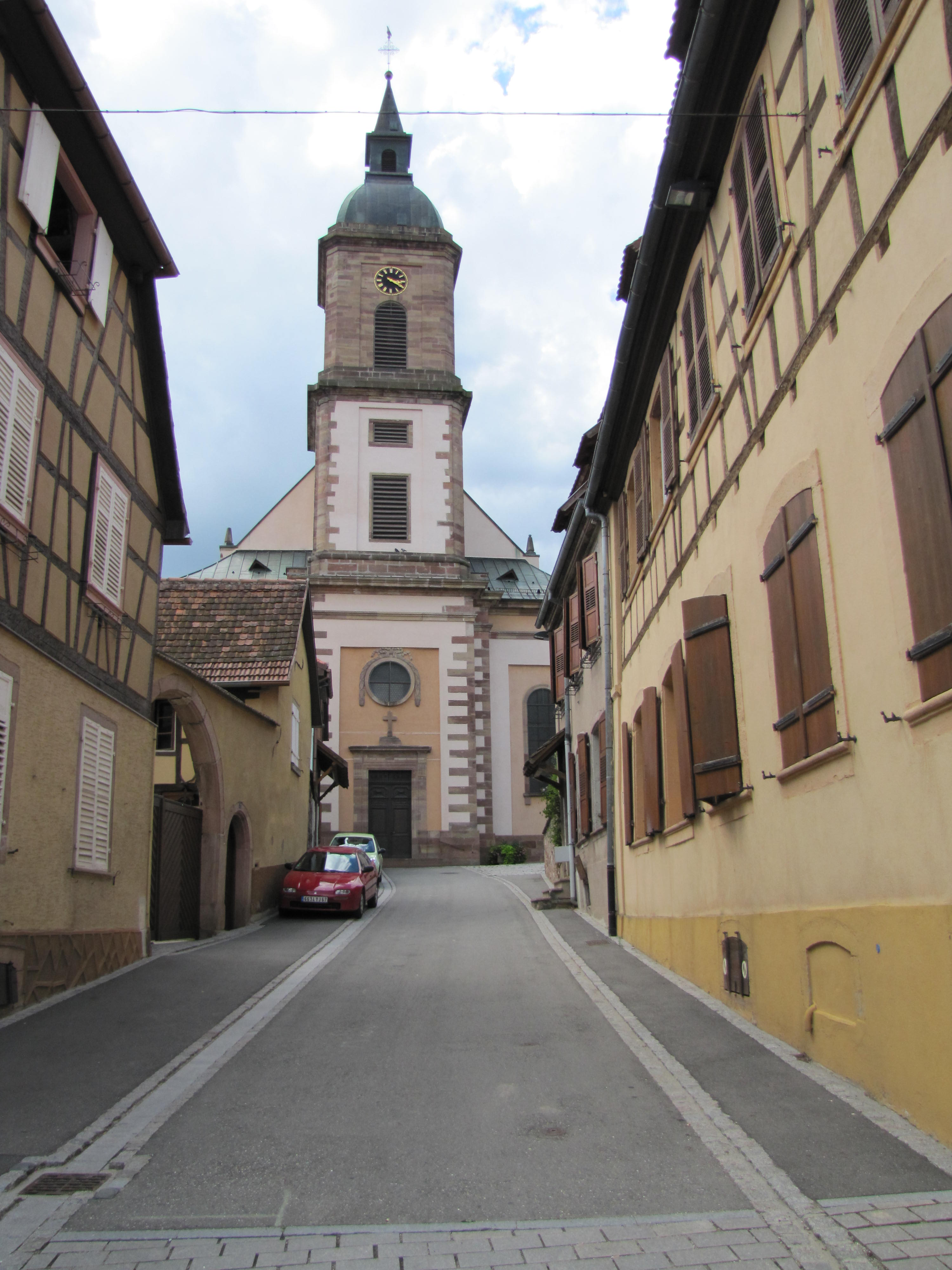
Церковь Святого Георгия (XVIII век)
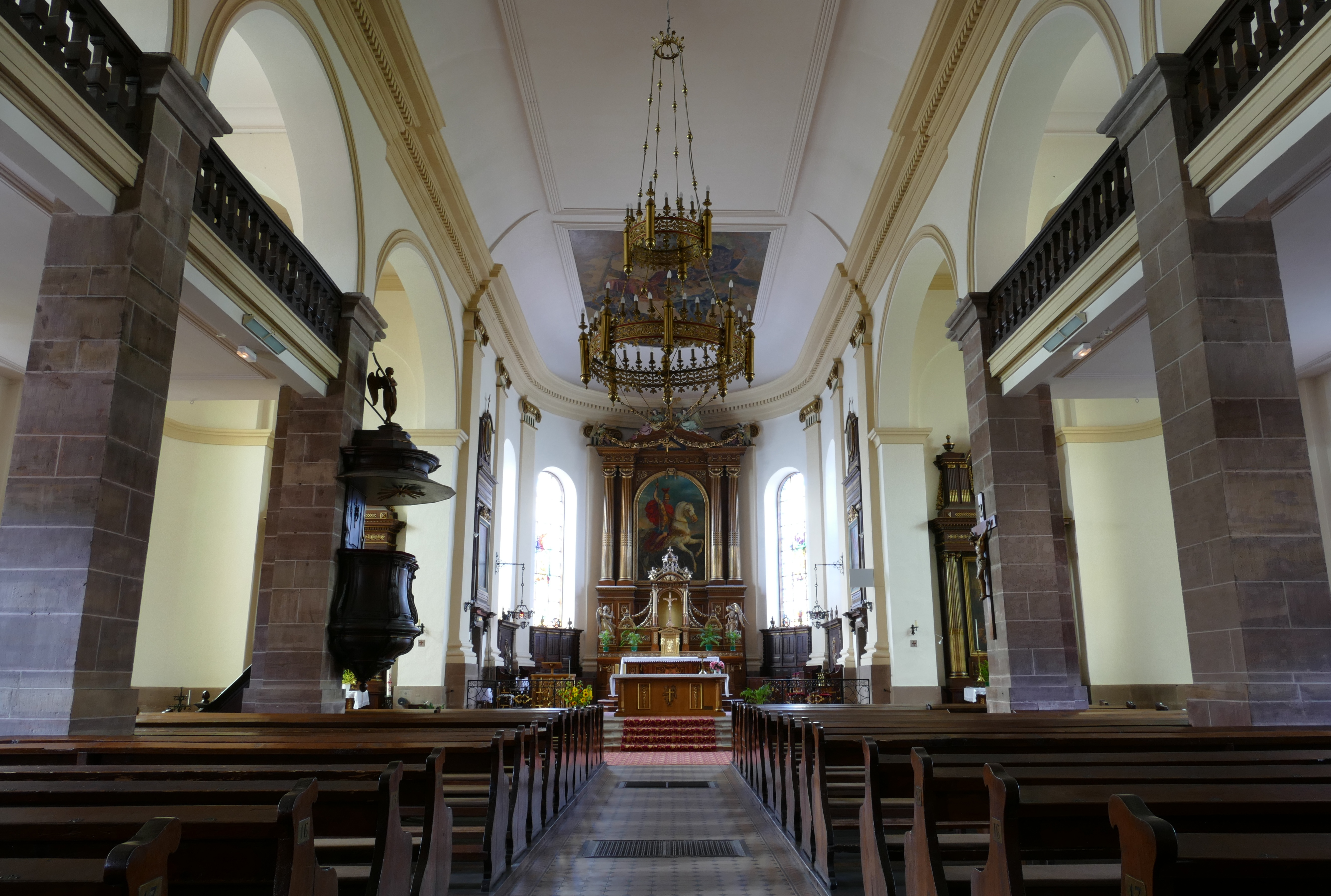
Интерьер
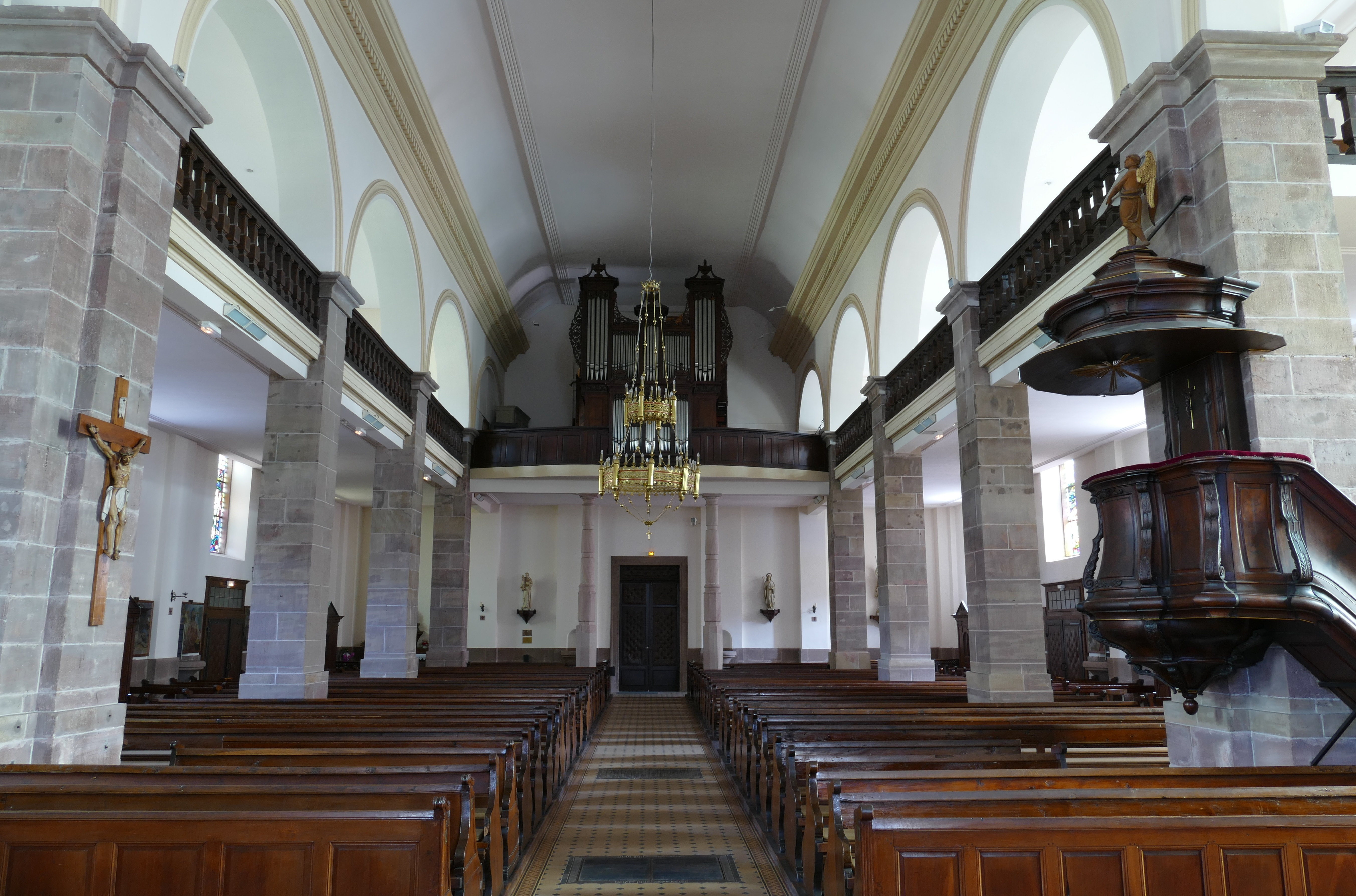
Орган
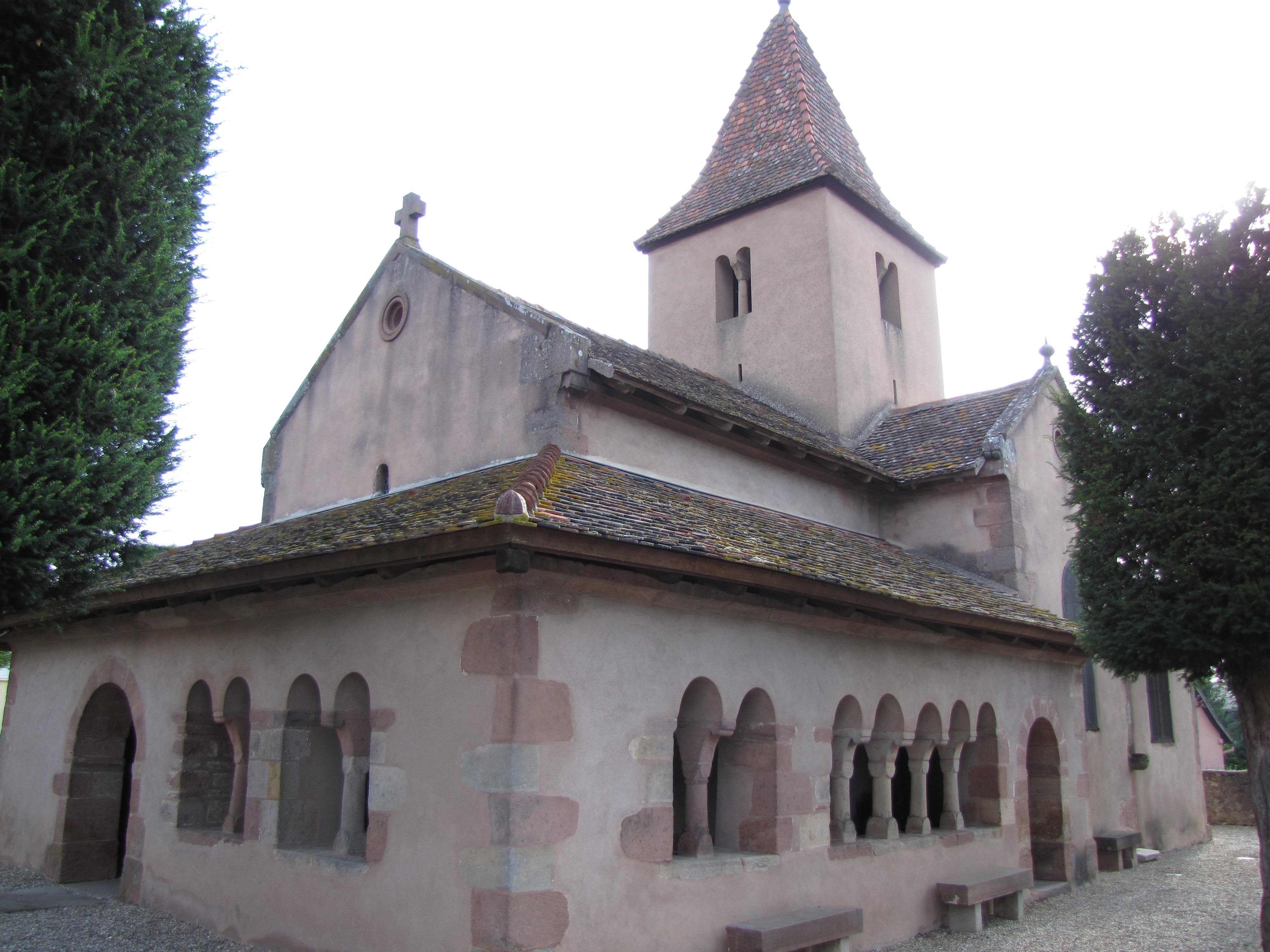
Часовня
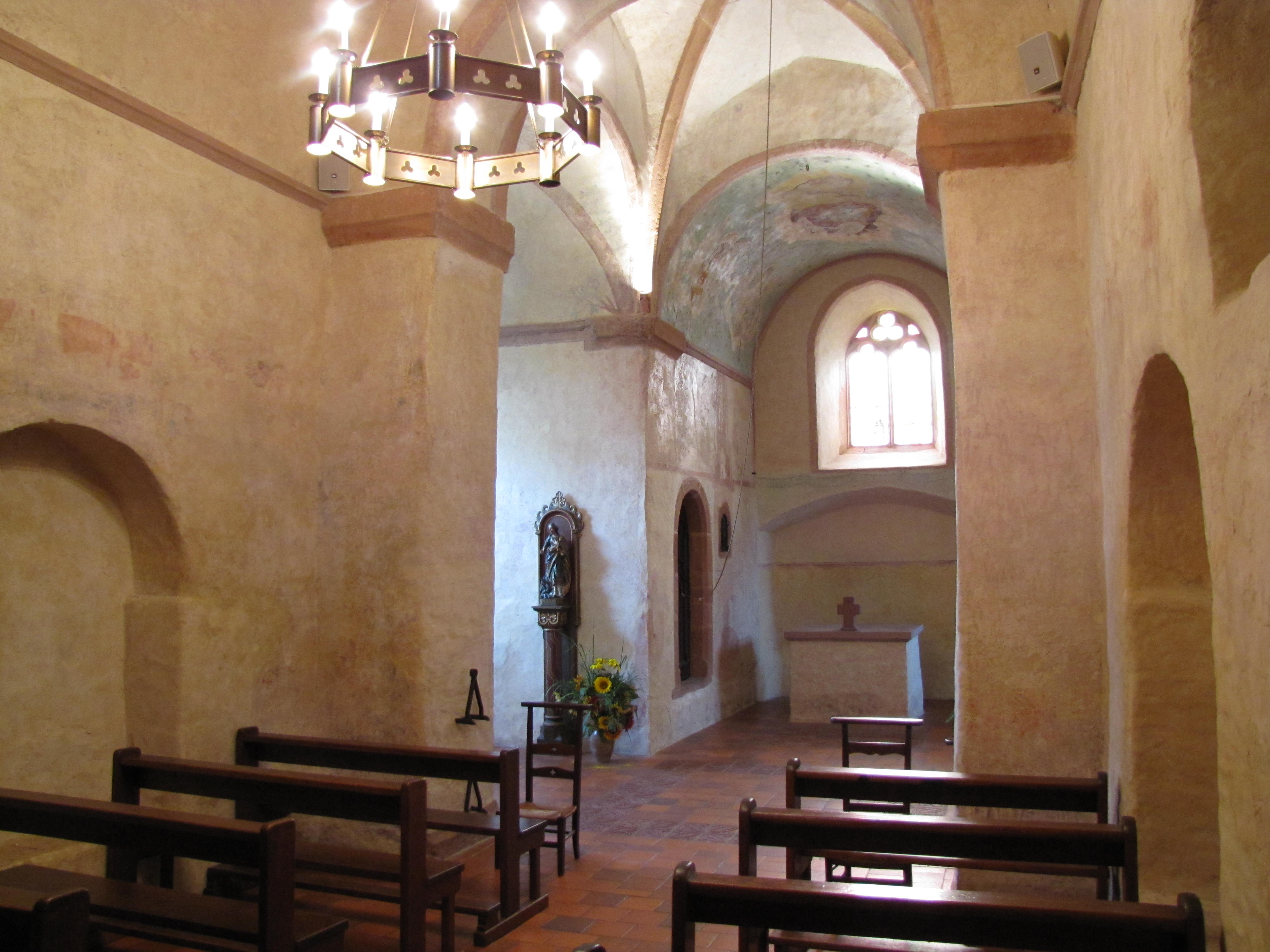
Интерьер часовни
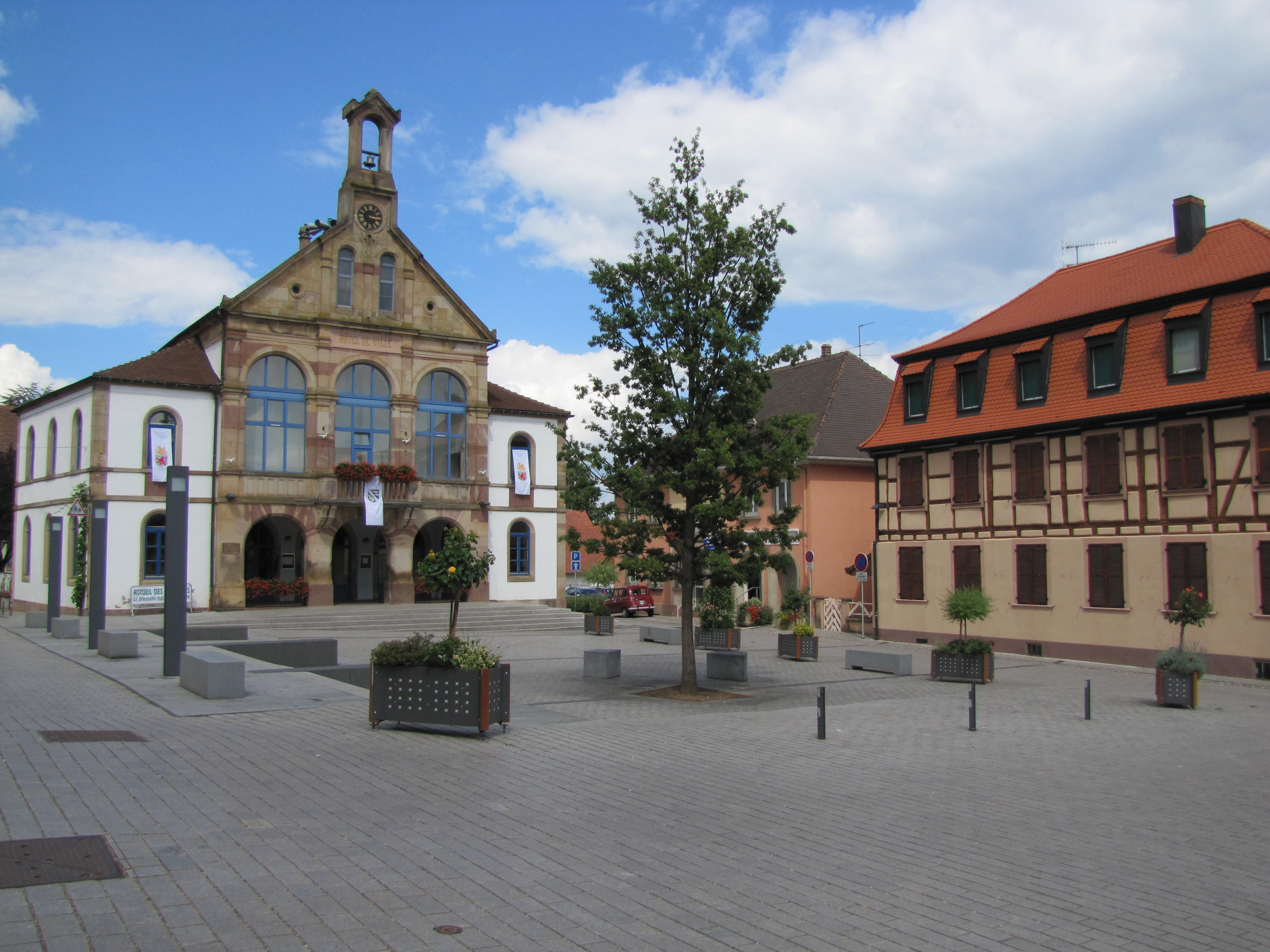
Здание мэрии (1857)